# スティーヴ・ジョクス

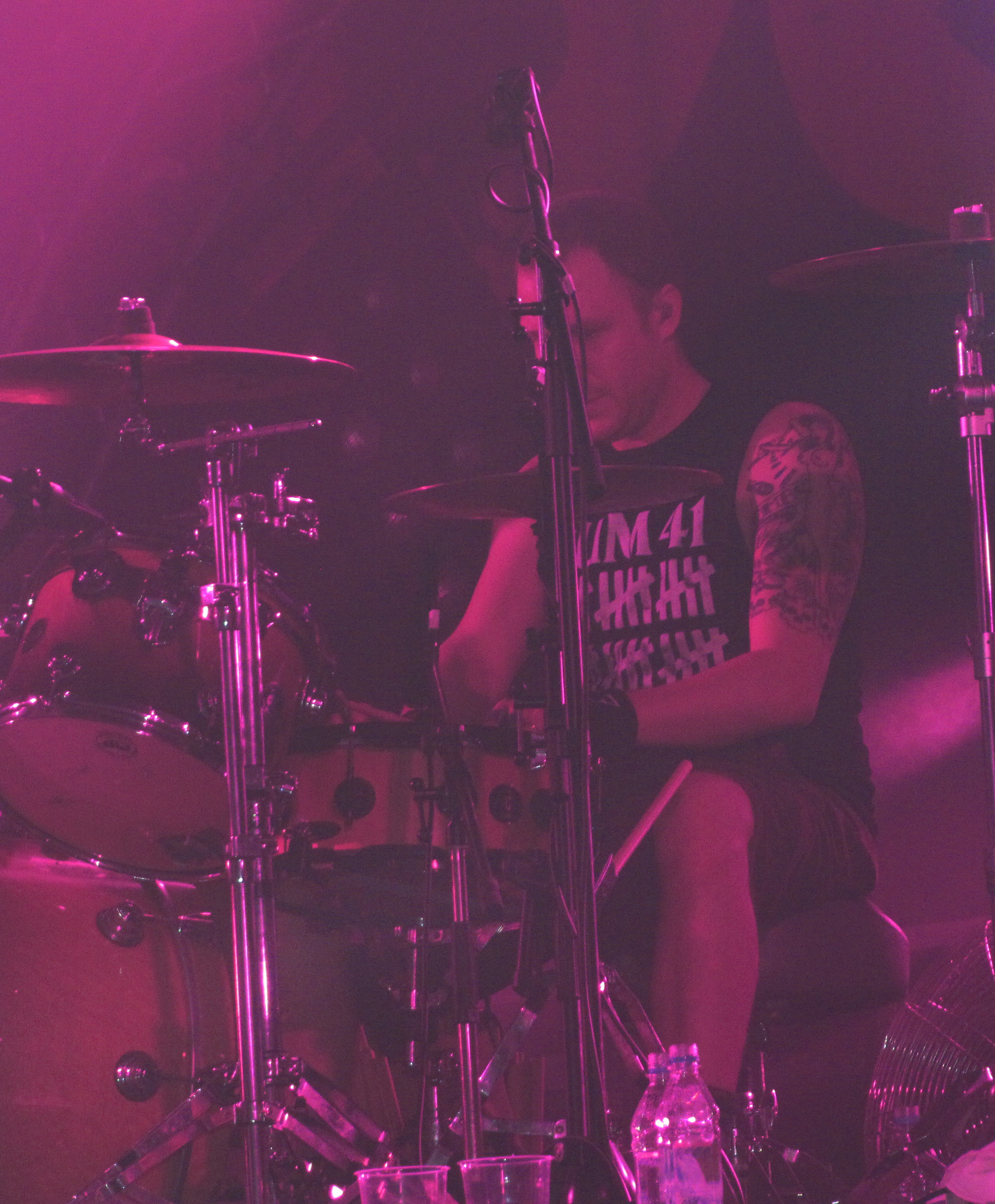
スティーヴ・ジョクス

スティーヴ・ジョクス（Steve Jocz (Stevo 32)、1981年7月23日 - ）は、カナダ連邦オンタリオ州エイジャックス出身のミュージシャン。パンク・ロックバンドSum 41の元ドラマーとして有名。家系は、ポーランド系で、父親はフィル Phil Jocz 、母親はマーグ Marg 。ジェン Jen という姉もいる。クリスチャンでかつ保守的な家庭で育ったが、自身は無神論者であり、政治的スタンスは左派だという。

## 人物
ドラマーでありながら歌うのが好きで、ラップもよく歌う。オヤジギャグとマシンガントークで突っ走る、ある意味メンバーで一番キャラが濃いと言える人物。過激なユーモアを好み、ライヴアルバム「Happy Live Surprise」の特典DVDのグロテスクなコメディ・ムービーは、彼が中心になって作った。
彼の声は、低音ボーカルとして知られるSUM41のボーカル、デリック・ウィブリーでも出せないような超ハスキーヴォイス、デス・ヴォイスを発声することが出来、ライブのエンディングでよく歌われ、彼らの2ndアルバム「All～」に収録されている『Pain For Pleasure』のボーカルを担当している。その際にドラムを叩くのは、ボーカルのデリックであった。
アメリカの動物愛護団体PETAによる「セクシーなベジタリアン」を決めるオンライン投票では、男性部門にノミネートされた。
親日家であり、日本について「結婚したいくらい愛している」と語ったことがある。
既婚。　子供がいる。